# SN 1951J
SN 1951J – niepotwierdzona supernowa odkryta 29 listopada 1951 roku w galaktyce M+00-15-01. W momencie odkrycia miała maksymalną jasność 17,50m.